# Djurön
Djurön is een plaats in de gemeente Norrköping in het landschap Östergötland en de provincie Östergötlands län in Zweden. De plaats heeft 169 inwoners (2005) en een oppervlakte van 31 hectare. Djurön ligt op een gelijknamig schiereiland, dat uitsteekt in een baai van de Oostzee, de plaats zelf grenst ook aan deze zee. Voor de rest wordt de plaats omringd door zowel landbouwgrond als bos, ook grenst Djurön aan het natuurreservaat Djuröns naturreservat. De stad Norrköping ligt zo'n tien kilometer ten zuidwesten van het dorp.